# Sha Sha
 (avril 2017).
Si vous disposez d'ouvrages ou d'articles de référence ou si vous connaissez des sites web de qualité traitant du thème abordé ici, merci de compléter l'article en donnant les références utiles à sa vérifiabilité et en les liant à la section « Notes et références ».
Albums de Ben Kweller
EP Phone Home
(2001) On My Way
(2004)
Sha Sha est le premier album du rocker américain Ben Kweller. Il est sorti en 2002.

## Liste des morceaux
1. How It Should Be (Sha Sha) – 1:49
2. Wasted & Ready – 3:51
3. Family Tree – 4:20
4. Commerce, TX – 3:52
5. In Other Words – 5:36
6. Walk on Me – 3:55
7. Make It Up – 4:50
8. No Reason – 3:51
9. Lizzy – 4:06
10. Harriet's Got a Song – 4:50
11. Falling – 4:04